# La Nación (Venezuela)
El Diario La Nación, es un periódico fundado en San Cristóbal (Venezuela) el 23 de diciembre de 1968 por Arquímides Cortés y su hijo José Rafael Cortés, teniendo una participación importa te a partir de su creación Gloria Niño de Cortés, quien fungió como gerente general hasta pocos años antes de su muerte. Cuenta actualmente con una red de plataformas digitales robusta que lo convierten en el medio de comunicación más seguido del occidente venezolano y el primero de los Andes, incluyendo la primera emisora nativa digital de la región, La Nación Radio. Se publica en formato estándar con 3 cuerpos, incluyendo el suplemento infantil Pirulín los días sábado. 
Si bien durante años mantuvo una tendencia liberal, desde la muerte de su fundador mantiene una línea editorial conservadora. En la actualidad es dirigido por la abogada Ana Cristina Cortés. 

### Premios nacionales de Periodismo 1970 y 1984
En dos oportunidades este medio andino, ha ganado el máximo galardón del periodismo en Venezuela en los años 1970 y 1984. Actualmente este periódico sigue circulando en edición impresa aun cuando ha tenido cortos periodos de tiempo sin circular por falta de papel periódico en Venezuela. 
A lo largo de su más de medio siglo de historia, Diario La Nación ha sido vitrina de las más profundas inquietudes del colectivo, quien confía en que lo que por La Nación se denuncia, tendrá rápida solución. Este medio de comunicación ha sido más que noticia, y de ello pueden dar cuenta las instituciones sociales, económicas y políticas que a su equipo reporteril acuden para entrar en un contacto más directo con la comunidad.
Igual enlace directo con el pueblo se ha facilitado a artistas, profesionales, entidades públicas y comerciales, presentar su gran aporte al progreso de la sociedad. Diario La Nación ha sido más que noticia, y a ello debe su permanencia en el tiempo.

### Dupla de nuevos premios nacionales de Periodismo
Durante 2017 y 2019 Diario La Nación se alza con el Premio Nacional de Periodismo Monseñor Pellín, en el área de prensa escrita, mención “Esfuerzo editorial del año” por el trabajo periodístico titulado “Fiestas y devociones del Táchira” dirigido por Omaira Labrador y coordinado por Daniel Pabón.
Dos años más tarde, gracias al trabajo periodístico “En el primer Carmelo del Táchira" fue reeditado el galardón nacional, por el mejor esfuerzo editorial del año de los mismos Pabón y Labrador.
Nadie duda de que las publicaciones impresas en la actualidad en este país son un esfuerzo, por lo que estos reconocimientos son un bálsamo a un trabajo en equipo del único medio impreso del Táchira.

## Nacimiento de La Nación Radio
El 23 de diciembre de 2021, se crea La Nación Radio, el brazo radial del reconocido Diario La Nación. Lo que amplió su rango informativo, siendo una emisora comprometida con brindar noticias, información actualizada y contenido relevante para los habitantes de Táchira y de las zonas cercanas.
En la celebración de su 52 aniversario, Diario La Nación, dio un paso importante en la consolidación de su posicionamiento como el medio informativo de mayor proyección y credibilidad dentro del público tachirense, gracias al impulso del presidente del consejo editorial Maximiliano Vásquez, con el lanzamiento de La Nación Radio, que comenzaría a operar desde la sede del diario en La Concordia desde el 23 de diciembre de 2021. Idea gestada por el periodista Ángel Escalante quien funge como su actual coordinador.
La Nación Radio se perfila desde su nacimiento como una estación informativa multiplataforma, proyectada a convertirse en la voz de millones de venezolanos esparcidos por el mundo, producto de la gran diáspora migratoria.
Actualmente cuenta con un personal de locutores ubicados en varias partes del mundo, con una programación selecta de espacios dedicados a informar, recrear y entretener, teniendo siempre como premisa la difusión y promoción de valores tachirenses y venezolanos.